# Danville (Georgie)
Danville je město, které patří do okresů Twiggs County a Wilkinson County ve státě Georgie ve Spojených státech amerických. V roce 2011 žilo ve městě 237 obyvatel.

## Demografie
Podle sčítání lidí v roce 2000 žilo ve městě 373 obyvatel, 141 domácností a 97 rodin. V roce 2011 žilo ve městě 112 mužů (47,5 %), a 125 žen (52,5 %). Průměrný věk obyvatele je 46 let (2011)

## Historie
Město je pojmenováno po Danieli G. Hughesovi, otci známého amerického politika, farmáře, a manažera železnic Dudleye Mayse Hughese.